# Aleksandar Vuković
Pour les articles homonymes, voir Vuković.
Aleksandar Vuković, né le 28 août 1979 à Banja Luka (Yougoslavie), est un footballeur serbe et bosnien. Il joue au poste de milieu de terrain. 

## Carrière
Il a fait ses débuts avec le Legia le 8 mars 2001 face au Ruch Chorzów (4-0), lors de son premier « séjour » en Pologne. Dans ce club, il était le capitaine.

### En équipe nationale
Il a joué fréquemment avec les équipes de jeunes de Serbie.

### Parcours entraîneur
- avr. 2019-sep. 2020 :  Legia Varsovie
- déc. 2021-juin 2022 :  Legia Varsovie
- oct. 2022-juin 2025 :  Piast Gliwice